# Mesoleius euphrosyne
Mesoleius euphrosyne är en stekelart som beskrevs av Teunissen 1953. Mesoleius euphrosyne ingår i släktet Mesoleius och familjen brokparasitsteklar. Inga underarter finns listade i Catalogue of Life.